# NGC 4213
NGC 4213 é uma galáxia elíptica (E) localizada na direcção da constelação de Coma Berenices. Possui uma declinação de +23° 58' 55" e uma ascensão recta de 12 horas, 15 minutos e 37,5 segundos.
A galáxia NGC 4213 foi descoberta em 10 de Abril de 1785 por William Herschel.